# 巴耶济德一世
巴耶濟德一世（約1360年—1403年3月8日）是奥斯曼帝国第四任的君主，1389年6月16日至1402年7月20日在位。他的綽號為耶爾德勒姆（直译：雷霆），以形容他在战争中的勇猛。

## 生平

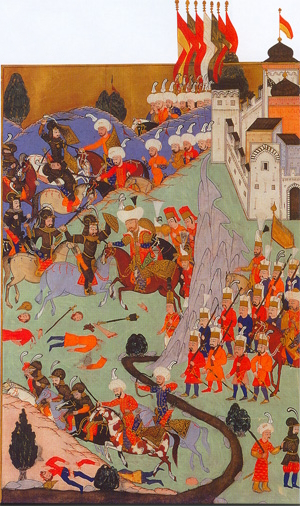
尼科波利斯戰役的描繪

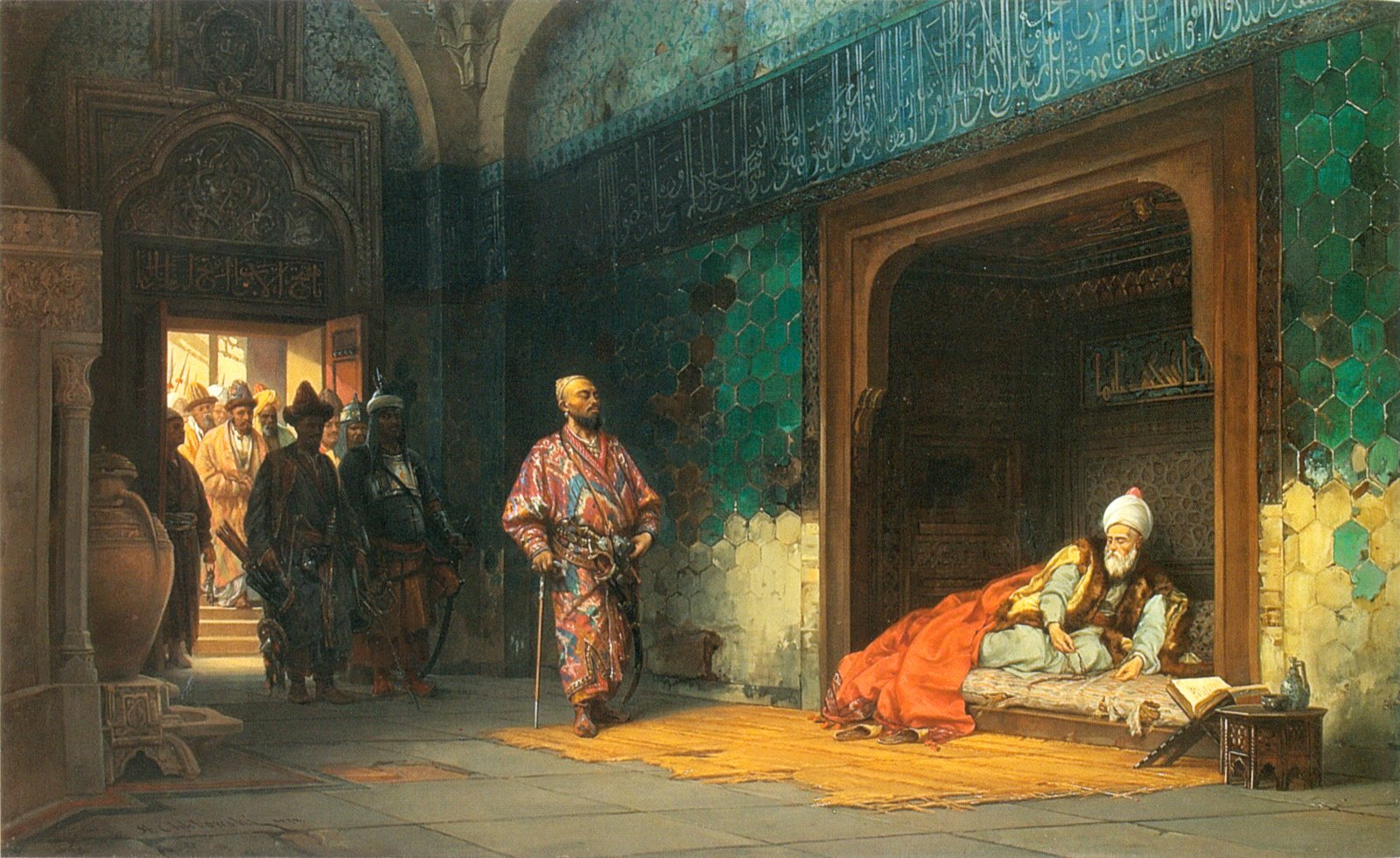
巴耶濟德一世被帖木兒俘虜，史坦尼斯瓦夫·赫萊博夫斯基繪製

巴耶济德一世在他父亲穆拉德一世於戰場上被米洛什·奥比利奇刺杀之后登上苏丹宝座，并立即将其弟弟雅库布·切萊比处死，以防止他筹划政变，此為鄂圖曼歷史第一樁有記載的蘇丹屠殺兄弟。为了报复他父亲穆拉德一世于第一次科索沃战役被暗杀，因此巴耶济德屠杀大量的塞尔维亚战俘。他接着迎娶了塞尔维亚国王拉扎尔·赫雷别利亚诺维奇的女儿奥利维拉·狄斯宾娜作为妻子，藉此将奥斯曼帝国与塞尔维亚结盟，而他的后代更可声称于塞尔维亚拥有王朝的特权。他指派斯特凡·拉扎列維奇为塞尔维亚的领导者，并授予塞尔维亚相当多的自治权。在这次外交胜利后，他开始酗酒，但在他造成的社会动荡爆发之后就停止了。
巴耶济德於1394年围攻君士坦丁堡。在拜占庭帝国皇帝曼努埃尔二世的请求下，一支新的十字军被组织起来欲打败奥斯曼帝国。这次行动证明是失败的: 于1396年基督教联军在匈牙利国王兼神圣罗马帝国皇帝西吉斯蒙德率领下，于尼科波利斯战役中被打败。巴耶塞特于布尔萨营建他美丽的新首都，以庆祝这次胜利。 
因此，對君士坦丁堡的圍困持續到1402年。在一段时间，拜占庭皇帝甚至要逃离君士坦丁堡。但幸好帖木儿拯救了拜占庭帝国，由于受到巴耶济德一世的土耳其军队攻击，帖木儿突然向巴耶济德宣战。 
1400年，中亚的军阀帖木儿成功令一些原本臣服于奥斯曼帝国的王国与他一起夹击巴耶济德。1402年7月20日，在决定巴耶济德最終命运的安卡拉之战之中，巴耶济德被帖木儿俘虏。他的儿子們 - 苏莱曼·切莱比、伊萨·切莱比、穆罕默德·切莱比、穆萨·切莱比逃往塞尔维亚，直至帖木儿逝世为止。奥斯曼帝国陷入長時間的紛亂内战阶段，史称鄂圖曼帝國大空位期。
当时的报告指出帖木儿将巴耶济德拘禁于监牢内，作为战利品看待。关于巴耶济德牢狱生涯的故事有很多，譬如帖木儿将巴耶塞特当作脚凳使用，又如帖木儿要求巴耶济德的塞尔维亚妻子狄斯賓娜在其朝臣面前裸体跳舞。但是，这些记载都被认为不实。帖木儿的朝臣写到巴耶济德受到极佳的照料，他甚至为巴耶济德的死而哀痛万分。同样地，帖木儿和其它统治者的历史也证明帖木儿遵守诺言，他声言会致力令巴耶济德重新登上奥斯曼帝国皇位。1403年，巴耶济德逝世，一些文献指巴耶济德是猛撞牢笼的铁棒自杀而死；也有指是自然死亡。

## 家庭
巴耶济德一世至少生有十二子：
- 埃尔图格卢尔·切萊比 (1376 –1400)，艾登地区的瓦利。他出生于屈塔希亚，参加过坎达尔战役以及发生于的1391 年 7 月 2日的柯克迪林战役。1400年先于其父而亡，死因不明，被埋葬在布尔萨。

- 苏莱曼·切莱比 (1377 –1411)，鲁米利亚地区的埃米尔，巴耶济德一世死后大空位期诸子争位，割据一方的苏丹之一。

- 伊萨·切莱比 (1380 - 1403) 与Devletşah可敦所生。安纳托利亚地区的首长，巴耶济德一世死后大空位期诸子争位，割据一方的苏丹之一。

- 穆斯塔法·切莱比 (1380 – 1402/1422？)穆罕默德一世以及穆拉德二世在位期间的争位者。

- 穆萨·切莱比 (1413年卒)与Devletşah可敦所生。鲁米利亚地区的埃米尔，巴耶济德一世死后大空位期诸子争位，割据一方的苏丹之一。

- 穆罕默德一世 (1386/87–1421) 与Devletşah可敦所生。安纳托利亚地区的首长，巴耶济德一世死后大空位期中最终击败了其他兄弟成功登基。

- 尤素夫·切莱比。苏莱曼·切莱比奉曼努埃尔二世之命将他作为人质送到君士坦丁堡，他在那里皈依了基督教，并改名为德米特里奥斯。

- 卡西姆·切莱比。苏莱曼·切莱比奉曼努埃尔二世之命将他和他的同父异母妹妹法蒂玛可敦一起送到君士坦丁堡作为人质。生有一子-奥尔汉·切莱比。

- 哈桑·切莱比。在父亲去世时他依然非常年幼，随后，在兄长之间的内战中被杀。

- 欧玛尔·切莱比

- 柯尔库德·切莱比

- 易卜拉欣·切莱比

## 註腳
1. ↑  Mango, Cyril. The Oxford History of Byzantium. 1st ed. New York: Oxford UP, 2002. p. 273-4
2. ↑  Nancy Bisaha, Creating East And West: Renaissance Humanists And the Ottoman Turks, (University of Pennsylvania Press, 2004), 98.